# John Ashcroft

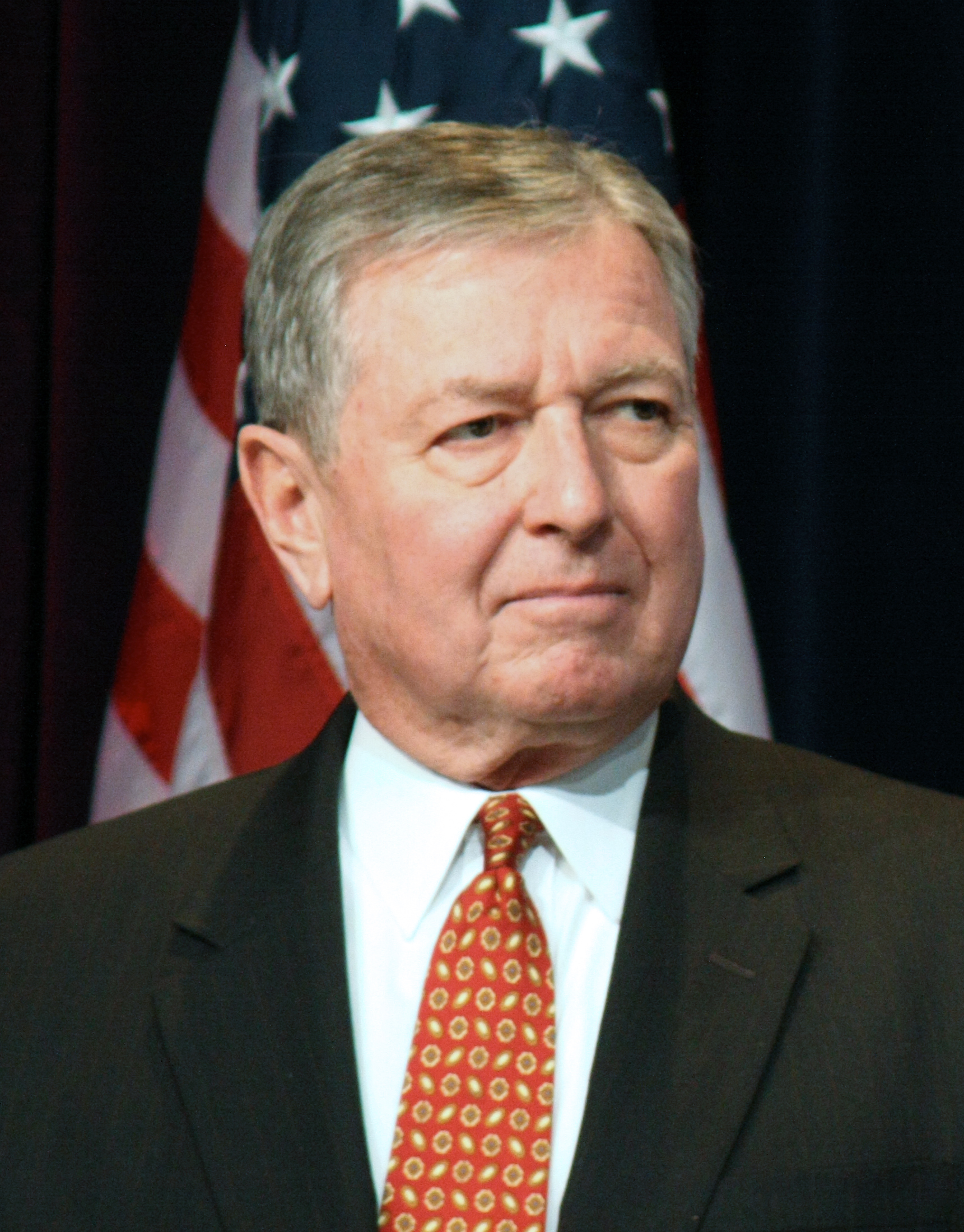
John Ashcroft (2010)

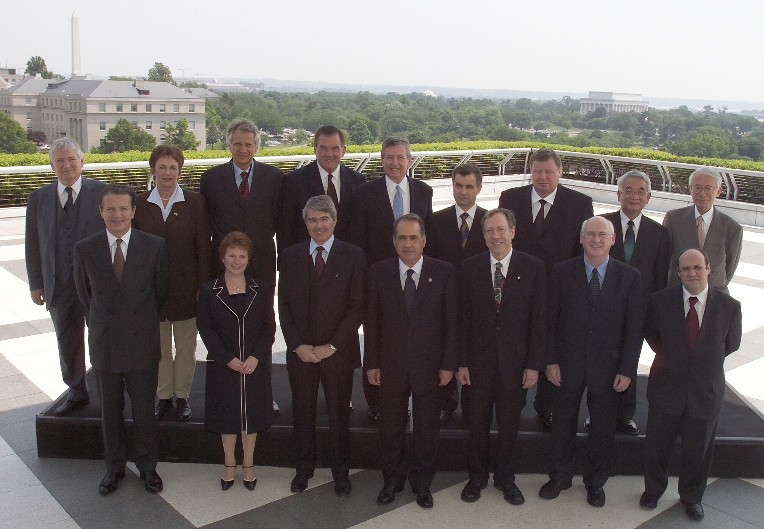
John Ashcroft (oben, 5. v. l.) beim Treffen der G8-Minister für Inneres und Justiz im Mai 2004

John David Ashcroft (* 9. Mai 1942 in Chicago, Illinois) ist ein US-amerikanischer ehemaliger Politiker. Er war von 2001 bis 2005 Attorney General (Justizminister) der Vereinigten Staaten in der Regierung Bush. Zuvor war er Gouverneur von Missouri (1985–1993) und US-Senator für Missouri (1995–2001).

## Leben
Ashcroft studierte an der Yale University und der University of Chicago, wo er 1967 seinen Juris Doctor machte. Danach lehrte er bis 1973 Wirtschaftsrecht an der Missouri State University. Von 1973 bis 1975 hatte er als Leiter des staatlichen Rechnungshofes von Missouri (State Auditor) sein erstes Regierungsamt inne; dabei folgte er auf Kit Bond. 1976 wurde er in Missouri als Nachfolger von John Danforth zum Attorney General gewählt und 1980 im Amt bestätigt.
Von 1985 bis 1993 hatte Ashcroft, der Mitglied der Republikanischen Partei ist, das Amt des Gouverneurs von Missouri inne; dabei absolvierte er als erster und bislang einziger Republikaner zwei zusammenhängende Amtsperioden auf diesem Posten. Von 1991 bis 1992 war er Vorsitzender der National Governors Association. 1994 wurde er wiederum als Nachfolger des nicht mehr kandidierenden John Danforth für Missouri in den US-Senat gewählt. Bei der Wiederwahl im Jahr 2000 hätte der damalige Gouverneur Mel Carnahan sein Gegner sein sollen, doch dieser starb zwei Wochen vor der Wahl bei einem Flugzeugabsturz. Da die Zeit nicht ausreichte, die Stimmzettel ändern zu lassen, entschied Carnahans Nachfolger Roger B. Wilson, dass dessen Witwe Jean seinen Platz einnehmen solle, falls die Mehrheit für Carnahan stimmen sollte. Da dieser Fall eintrat, verlor Ashcroft seinen Sitz im Senat.
Nach dem Sieg von George W. Bush bei der Präsidentschaftswahl 2000 berief er John Ashcroft zu seinem Justizminister (Attorney General). In Folge der Terroranschläge am 11. September 2001 und des daraus resultierenden Krieg gegen den Terror kam es ab Mitte November 2001 zu Notstandsgesetzen, die die Befugnisse des Präsidenten der Vereinigten Staaten ausdehnten. So wurden Militärtribunale eingerichtet und Bush erhielt vom Kongress die zeitlich quasi unbegrenzte Autorisierung zum Einsatz militärischer Gewalt. In diesem Prozess der Stärkung der exekutiven Gewalt spielte Ashcroft als Justizminister eine zentrale Rolle. Dabei machte er sich die Kriegsrhetorik des Präsidenten zu eigen und interpretierte die Rolle der Justiz nach 9-11 weniger als eine der klassischen Strafermittlung und -verfolgung als eine der Gefahrenabwehr an vorderster Front. Die Angehörigen des Justizministeriums sollten nach seinen Worten „Amerika im Kampf gegen den Feind in der Heimat“ anführen.
Am 9. November 2004, kurz nach Bushs Wiederwahl, reichte Ashcroft seinen Rücktritt ein und sagte zur Begründung, im Justizministerium sei eine „neue Führung und frische Inspiration“ nötig. Anschließend war er als politischer Berater und Lobbyist tätig. Er war zudem Aufsichtsratsmitglied des US-amerikanischen privaten Sicherheits- und Militärunternehmens Constellis.

## Politischer Standpunkt
Er ist für seine konservative Einstellung bekannt und ein Mitglied der evangelikalen Bewegung. Mehrere umstrittene Gesetzesvorhaben gingen auf ihn zurück, wie unter anderem die Gesetze gegen die Abtreibung und der im Zuge des Krieges gegen den Terrorismus verabschiedete USA PATRIOT Act, der dem Staat größeren Freiraum bei der Überwachung und strafrechtlichen Verfolgung seiner Bürger gibt.
Ashcroft setzte sich für die Ausweitung der Todesstrafe ein, kämpfte gegen Internet-Pornografie und illegale Drogen und versuchte Bestimmungen zum Waffenbesitz zu lockern (siehe auch 2. Zusatzartikel zur Verfassung der Vereinigten Staaten).

## Werke
- John Ashcroft: Never Again: Securing America and Restoring Justice. Center Street, Oktober 2006. - ISBN 1-59995-680-2.

## Sonstige Erwähnungen
- Musik: Anti-Flag (Album: A Benefit For Victims Of Violent Crime): "John Ashcroft Was a Nazi"
- Literatur: Chez Max von Jakob Arjouni
- Film: Fahrenheit 9/11 von Michael Moore